# ハカ (スペイン)

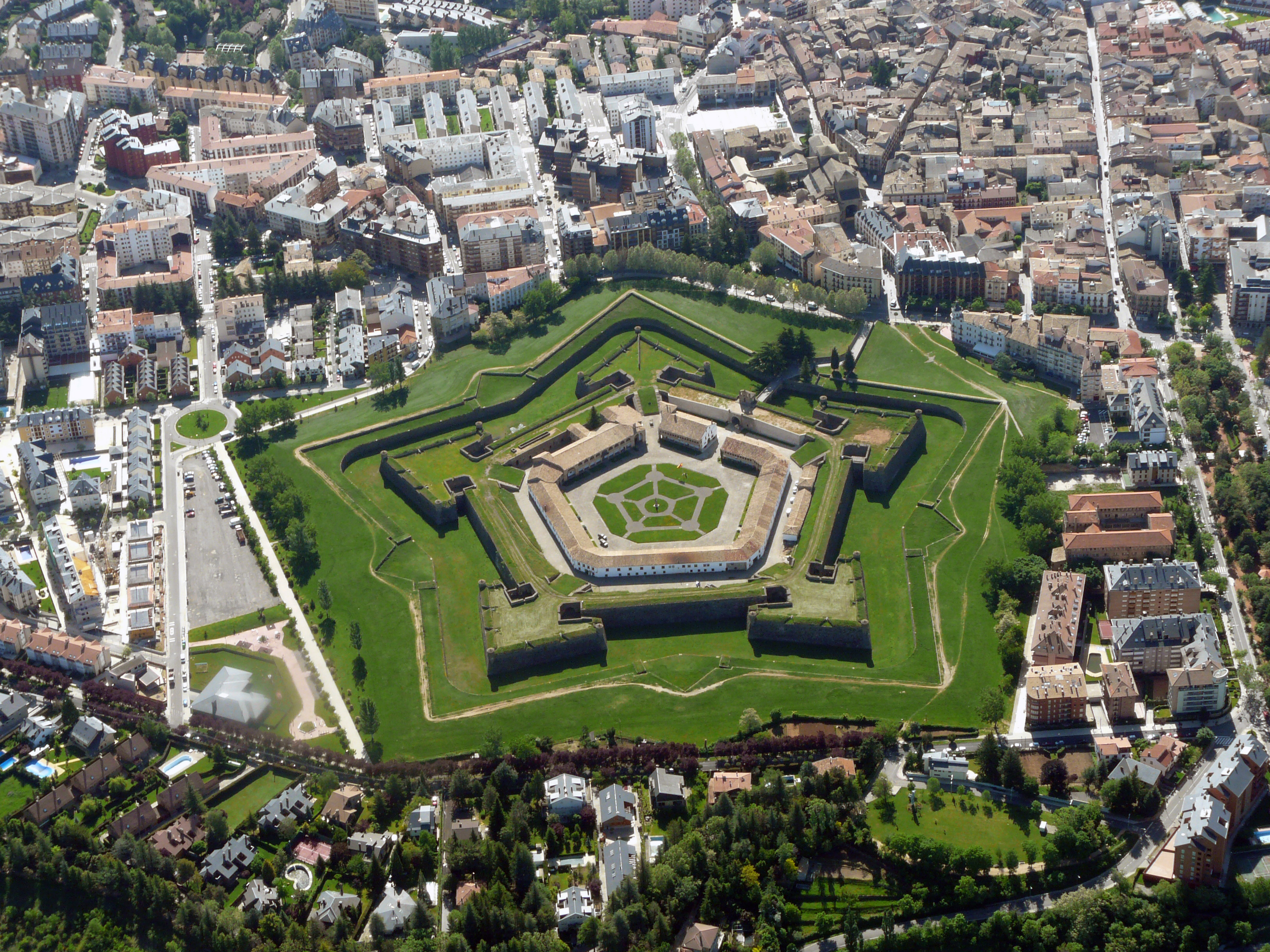
空から望むハカ城塞

ハカ（アラゴン語:Chaca、スペイン語:Jaca）は、スペイン・アラゴン州ウエスカ県のムニシピオ（基礎自治体）。フランスとの国境に近く、ピレネー山脈の山あいにある。2013年の人口は13,221人。
ハカはフランスのポーとサラゴサからの中世からの主要街道の2本が交差する、アラゴン川の浅瀬にあり、アラゴン王国が築いた城塞都市である。1097年まではアラゴン王国の首都であった。

## 歴史
町の起源はよく知られていないが、ストラボンの記述にあるエブロ盆地に居住するいくつかの部族のなかでも能力があるとされたラケッタニ族の名前に関係しているらしい。ストラボンによると、この地域は紀元前1世紀のローマ帝国のセルトリウスとポンペイウスの戦争の舞台にもなったとのことである。ムーア人の記録によるとサラゴサ地方の主要都市としてジャカ（Dyaka）という名も登場する。いつレコンキスタが達成されたかも不明である。アラゴン王国のラミロ1世（1035年-1063年）がこの町を「都市」として認め、1063年には城壁内に評議会を設置し、布告などを発令するようになった。ピレネー山脈における古くからの議会の伝統であった。1063年よりカトリックの監督教区であり、11世紀のロマネスク教会の周りには城壁や塔がある。
1930年12月12日-13日にこの城壁内で君主制廃止を求めた反乱が起こったが、かろうじて鎮圧された。この出来事がスペイン内戦の前兆となった。

## 文化
ハカの教区博物館（中世キリスト教美術館）ではロマネスクとゴシックのフレスコ画が多く保存されている。
夏の避暑地、ウィンタースポーツのリゾート地である。1981年と1995年の冬季ユニバーシアードの開催地となった。1998年冬季オリンピックと2010年冬季オリンピックの開催地に立候補したがかなわず、2014年冬季オリンピックに再度立候補したが第一次選考で再度落選。

## 見どころ
- サン・フアン・デ・ラ・ペーニャ修道院 (en:Royal Monastery of San Juan de la Peña) - 9世紀に建設が始められ、12世紀に現在の形になったとされる。中庭回廊は自然の岩が屋根を形作る独特な構造をもつ[2]。

## 人口
| ハカの人口推移 1900－2010                               |
|                                                         |
| 出典:INE（スペイン国立統計局）1900年 - 1991年、1996年 - |

## 姉妹都市
- アルメリア、スペイン
- エルチェ、スペイン
- オロロン＝サント＝マリー、フランス